# Myzorrhiza
Myzorrhiza es un género de plantas sin clorofila, perenne, parásita, de la familia de las Orobancáceas. Comprende 19 especies descritas y de estas, solo 2 aceptadas.

## Taxonomía
El género fue descrito por Rodolfo Amando Philippi y publicado en Linnaea 29: 36. 1858.

## Especies aceptadas
A continuación se brinda un listado de las especies del género Myzorrhiza  aceptadas hasta mayo de 2014, ordenadas alfabéticamente. Para cada una se indica el nombre binomial seguido del autor, abreviado según las convenciones y usos: 
- Myzorrhiza californica (Cham. & Schltdl.) Rydb.
- Myzorrhiza cooperi (A. Gray) Rydb.